# Chucho Valdés
Chucho Valdés (ur. 9 października 1941 w Quivicán, Kuba) – kubański pianista, bandleader, kompozytor i aranżer.
Jest synem słynnego Bebo Valdésa, także pianisty, szefa muzycznego słynnego hawańskiego klubu Tropicana.
Chucho rozpoczął naukę gry na fortepianie w wieku trzech lat. W wieku 16 lat kierował już własnym zespołem. W 1967 znalazł się w Orquestra Cubana de Música Moderna, a w 1973 założył Irakere. 
Obok pracy w dużych zespołach praktykował także grę w małych zespołach typu combo i grę solową. 
Nagrał 31 płyt, spośród których 5 zdobyło nagrodę Grammy. 

## Wybrana dyskografia
- Bele Bele en la Habana (1998)
- Briyumba Palo Congo (1999)
- Live at the Village Vanguard (2000)
- Solo: Live In New York (2001)
- Fantasia Cubana: Variations on Classical Themes (2002)
- New Conceptions (2003)
- Canciones Ineditas (2005)